# Стони тенис на Летњим олимпијским играма 2012 — жене екипно
Стонотениски олимпијски турнир за жене у екипној конкуренцији на Летњим олимпијским играма 2012. у Лондону одржан је од петка 3. августа до среде 7. августа у Ексел центру. Турнир је игран по елиминационом систему.
Учествовало је укупно 16 екипа и 48 стонотенисерки (по три у свакој екипи). Екипно такмичење у стоном тенису уведено је по први пут на Играма у Пекингу 2008. уместо такмичења у конкуренцији парова. Титулу је бранила селекција Кине.

## Освајачи медаља
| Злато | Сребро | Бронза |  |  |  |  |
|       |        |        |  |  |  |  |
|       |        |        |  |  |  |  |

## Учесници
На турниру је учествовало укупно 16 екипа, а сваку екипу чинила су по три играча (укупно 48). На основу пласмана играча који чине сваки тим на светској ранг листи одређен је и редослед носилаца на турниру:
| Ранг | Екипа                | Стонотенисерке (ренкинг листа 4. јула) | Стонотенисерке (ренкинг листа 4. јула) | Стонотенисерке (ренкинг листа 4. јула) |
| ---- | -------------------- | -------------------------------------- | -------------------------------------- | -------------------------------------- |
| 1.   | Кина                 | Динг Нинг (1)                          | Ли Сјаосја (3)                         | Гуо Јуе (8)                            |
| 2.   | Јапан                | Касуми Ишикава (6)                     | Ај Фукухара (7)                        | Сајака Хирано (18)                     |
| 3.   | Сингапур             | Фенг Тјанвеј (8)                       | Ванг Јуегу (11)                        | Ли Ђијавеј (15)                        |
| 4.   | Јужна Кореја         | Ким Кјунг Ах (5)                       | Сеок Ха Јунг (19)                      | Парк Ми Јунг (33)                      |
| 5.   | Хонгконг             | Тје Ја На (10)                         | Ђијанг Хуађун (20)                     | Ли Хо Чинг (85)                        |
| 6.   | Немачка              | Ву Ђјадуо (16)                         | Ирена Иванкан (37)                     | Кристин Силберајзен (47)               |
| 7.   | Холандија            | Ли Ђиао (20)                           | Ли Ђие (28)                            | Елена Тимина (135)                     |
| 8.   | Северна Кореја       | Ри Мјонг-Сун (34)                      | Ким Јонг (53)                          | Ри Ми-Гјонг (63)                       |
| 9.   | Аустрија             | Љу Ђа (45)                             | Ли Чјангбинг (64)                      | Амели Соља (90)                        |
| 10.  | Шпанија              | Шен Јанфеј (17)                        | Сара Рамирез (83)                      | Галија Дворжак (114)                   |
| 11.  | Пољска               | Ли Чиан (30)                           | Наталија Партика (68)                  | Катарзина Гржибовска (117)             |
| 12.  | САД                  | Аријел Хсинг (115)                     | Лили Жанг (139)                        | Ерика Ву (448)                         |
| 13.  | Уједињено Краљевство | Џоана Паркер (119)                     | На Љу (153)                            | Кели Сибли (177)                       |
| 14.  | Аустралија           | лај Ђијан Фанг (130)                   | Мјао Мјао (199)                        | Вивијен Тан (243)                      |
| 15.  | Бразил               | Каролина Кумахара (192)                | Лигија Силва (228)                     | Гуј Лин (255)                          |
| 16.  | Египат               | Дина Мешреф (160)                      | Надин ел Давлатли (279)                | Ражд Магди (430)                       |

## Сатница
Сатница је по локалном британском летњем времену (UTC+1).
| Датум     | Почетак | Коло               |
| --------- | ------- | ------------------ |
| 3. август | 10:00   | Прво коло          |
| 4. август | 14:30   | Прво коло          |
| 5. август | 19:00   | Четвртфинале       |
| 6. август | 10:00   | Полуфинале         |
| 7. август | 11:00   | Утакмица за бронзу |
| 7. август | 15:30   | Утакмица за злато  |